# Bujaków (Mikołów)

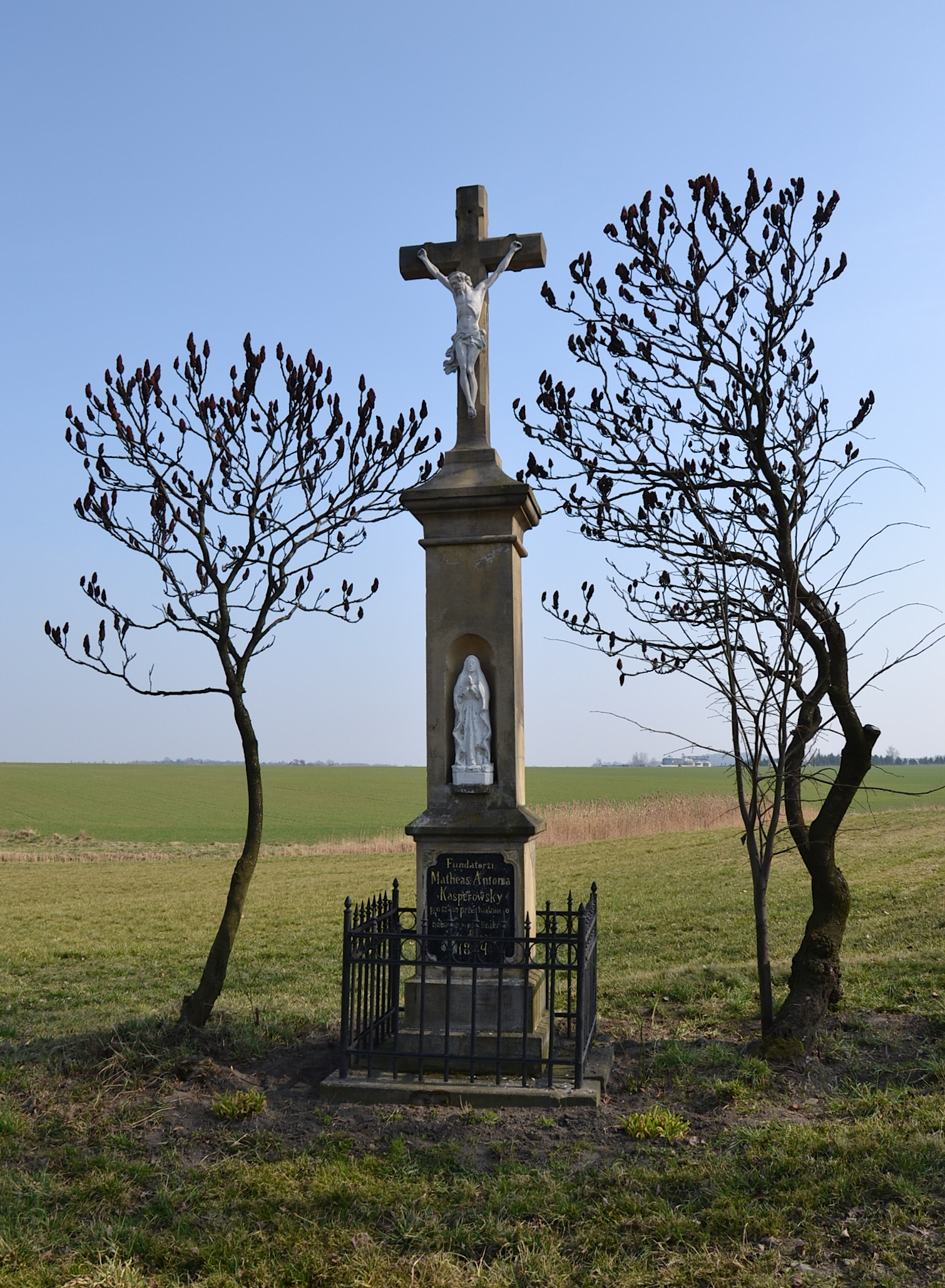
Przydrożna kapliczka w Bujakowie

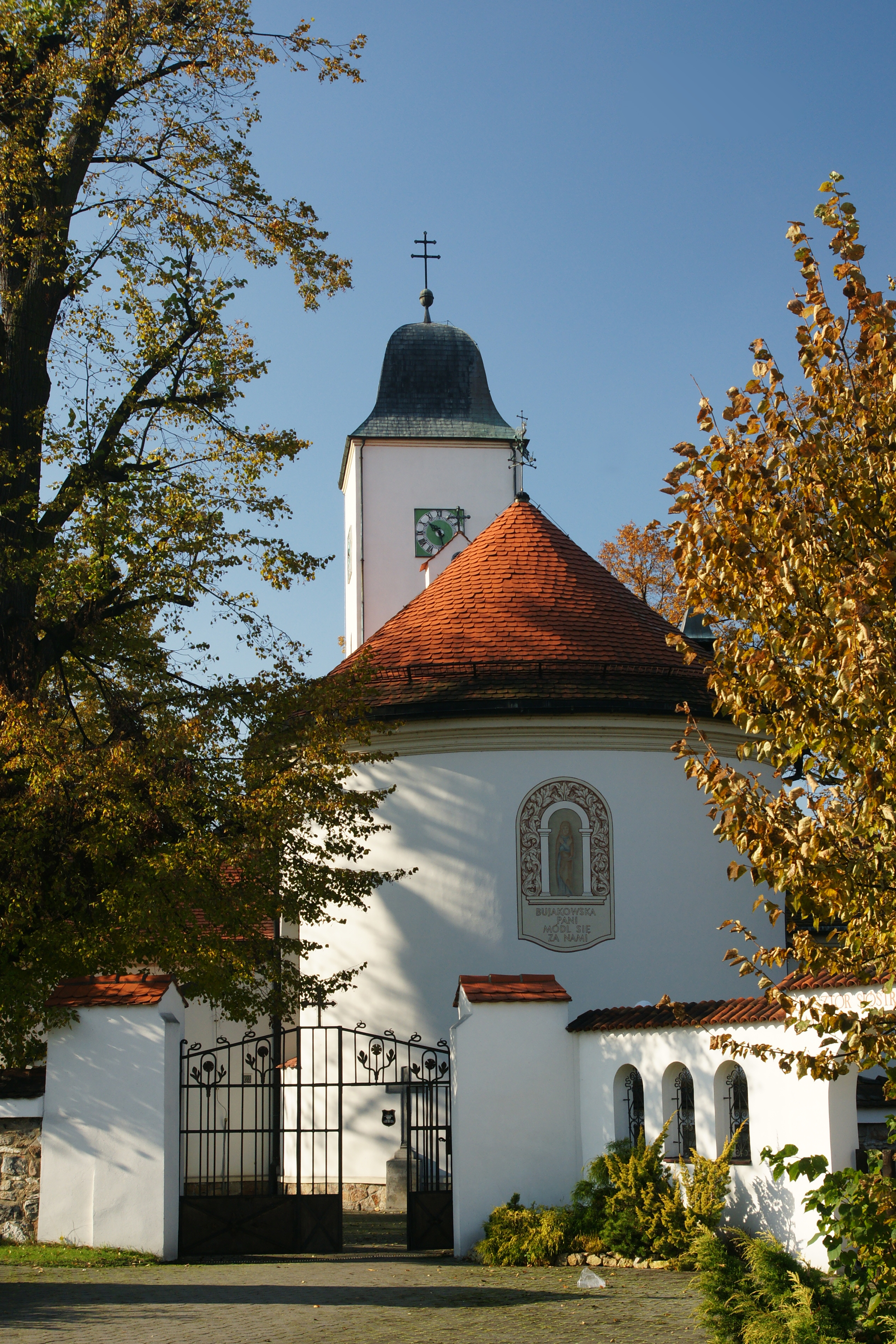
Kościół św. Mikołaja w Bujakowie (widok od wschodu)

Bujaków (niem. Bujakow) – jednostka pomocnicza gminy (sołectwo) miasta Mikołów.
Według danych z 31 grudnia 2010 roku sołectwo miało 1899 mieszkańców.

## Nazwa
Nazwa Bujaków wzięła się od słowa „buj”, które oznaczało „dziki”. Osobę przezywaną „bujakiem” charakteryzowało gwałtowne uosobienie.

## Historia
Pierwsza wzmianka o miejscowości pojawia się na przełomie XIII i XIV wieku. Pierwszym właścicielem wsi był Piotr z Bujakowa, wzmiankowany w 1454 roku. Rodzina Bujakowskich posiadała wieś do XVIII wieku. W tym też czasie we wsi pojawiła się huta szkła, a w następnym stuleciu kopalnie węgla, kiedy osadę kupił Karol Godula. Od 1922 roku Bujaków znalazł się w Polsce, początkowo w powiecie rudzkim, a następnie w rybnickim.
W latach 1954–1972 wieś należała i była siedzibą władz gromady Bujaków. W latach 1975–1995 wieś administracyjnie należała do województwa katowickiego.
W latach 1973–77 w gminie Ornontowice, w 1977-94 w gminie Gierałtowice. 30 grudnia 1994 Bujaków przyłączono jako sołectwo do Mikołowa.

## Zabytki
- Kościół św. Mikołaja w Mikołowie-Bujakowie (ok. 1500 r.) – murowany. Wewnątrz zabytkowa chrzcielnica z przełomu XV/XVI w. Ściany prezbiterium i kaplic wykonano renesansową techniką – sgraffito i ozdobiono malowidłami.
- Kapliczka (I poł. XVII w.) – w kształcie rotundy, kryta gontem, z kogutem na szpicy. Według legendy została zbudowana na pamiątkę jednej z potyczek wojny trzydziestoletniej. Została wzniesiona na kopcu, pod którym być może spoczywa 200 szwedzkich żołnierzy poległych w boju[7].
- Studnia (1604 r.) – w Ogrodzie parafialnym Sanktuarium Matki Bożej Opiekunki Środowiska Naturalnego.

W Górnośląskim Parku Etnograficznym w Chorzowie znajduje się spichlerz dworski z 1730 roku, pochodzący z Bujakowa. Jest to dwukondygnacyjna budowla z drewna jodłowego w konstrukcji wieńcowo-łątkowej.

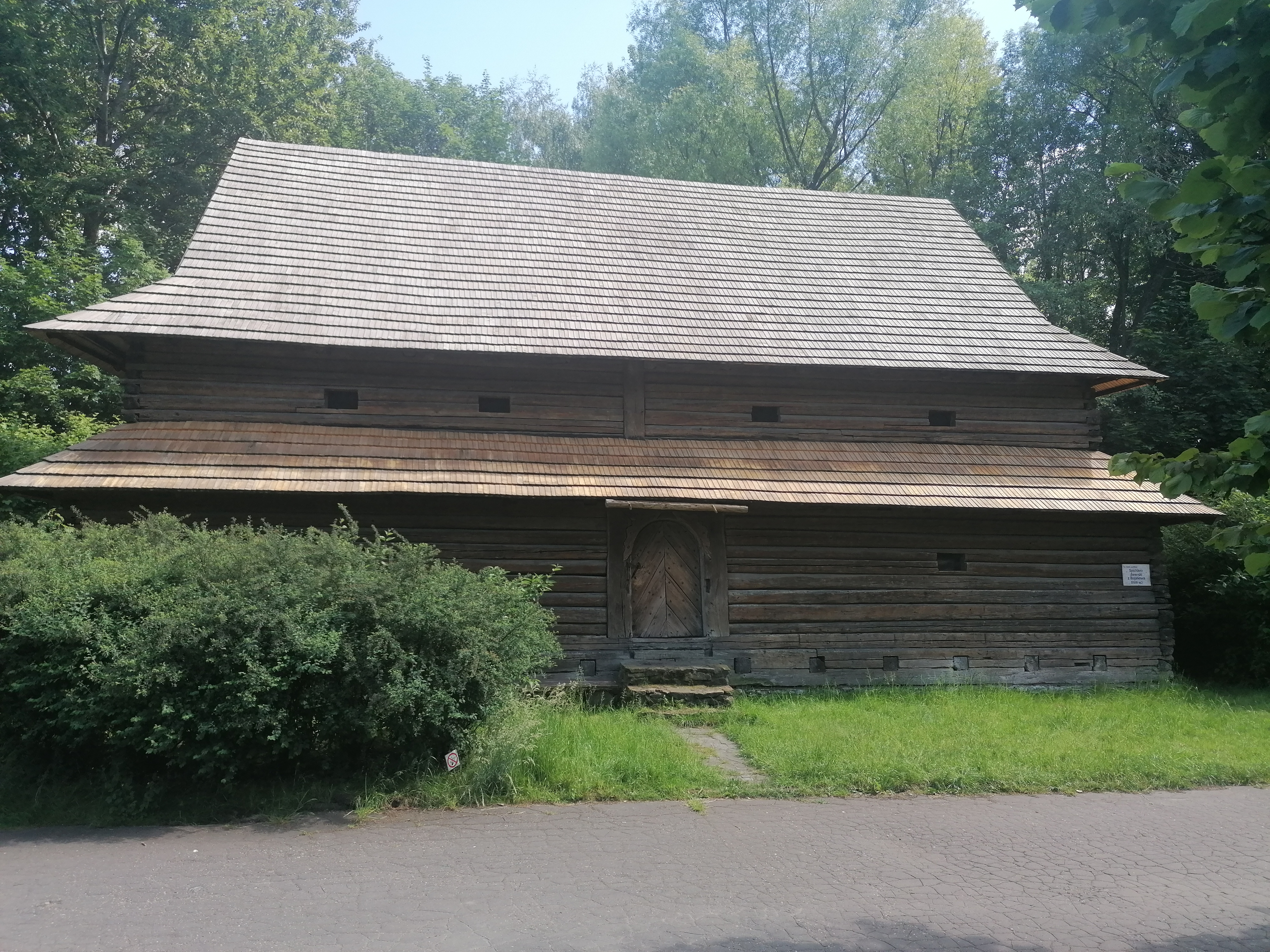
Spichlerz dworski z Bujakowa z 1730, Górnośląski Park Etnograficzny

## Atrakcje
- Ogród parafialny Sanktuarium Matki Bożej Opiekunki Środowiska Naturalnego – założony w 1976 roku przez ks. kan. Jerzego Kempę. Zajmuje obszar ok. 1 ha. Miejsce jest bardzo bogate w drzewa, krzewy i kwiaty.
- Śląski Ogród Botaniczny – znajduje się na granicy Bujakowa i Mokrego. Jest to największy w Polsce ogród tego typu. Powstał w 2003 roku.

## Znane osoby pochodzące z Bujakowa
- Konstanty Wolny (1877–1940) – polski działacz narodowy i społeczny na Górnym Śląsku, współautor ustawy o autonomii polskiej części Górnego Śląska, pierwszy marszałek Sejmu Śląskiego, dziekan Rady Adwokackiej w Katowicach i prezes Automobilklubu Śląskiego
- ks. Franciszek Górek

## Sport
Mieści się tu klub piłkarski o nazwie LKS 45 Bujaków grający obecnie w zabrzańskiej B-klasie. W 2014 roku została także zgłoszona druga drużyna do rozgrywek w C-klasie, debiut w grze o punkty drużyna rozpoczęła od zwycięstwa nad klubem Orły Bojszów (4:3).